# 浮羽バイパス
浮羽バイパス（うきはバイパス）は、福岡県久留米市からうきは市に至る建設中の国道210号バイパスである。

## 概要
当バイパスは国道210号現道の交通混雑緩和や交通安全の確保等を目的とし、もって沿線地域の連携強化や住民生活向上を図るべく計画された道路である。
用地買収が難航した事や、起点寄り区間において縄文時代から奈良時代にかけての埋蔵文化財が発掘された影響で事業の進捗が遅れたものの、2013年（平成25年）までに起点側の約1kmを除いた約13kmが暫定2車線・一部完成2車線の形で供用されている。
現地では沿線の良好な景観創出を目的に道路の拡幅予定地を利用した植栽が行われ、地元のボランティアが植えたハナモモやスイートスプリングがドライバーの目を和ませる。

### 路線データ
- 起点：福岡県久留米市田主丸町大字上原
- 終点：福岡県うきは市浮羽町大字山北（百堂坂交差点）
- 延長：L=14.0km
- 道路規格：第3種第1級、第2級
- 設計速度：60 - 80km/h
- 道路幅員：28m（4車線区間）、19m（2車線区間）
- 車線数：暫定2車線・完成4車線（起点側12.3km）、完成2車線（終点側1.7km）
- 車線幅員：3.5m

## 交差する道路
- 背景色が■である部分は道路が接続していないことを示す。

| 交差する道路             | 交差する場所 | 交差する場所 | 久留米から (km) |
| ------------------------ | ------------ | ------------ | --------------- |
| 国道210号                | 久留米市     | －           |                 |
| 県道745号菅原豊城線      | 久留米市     | －           | -               |
| 県道747号三川田主丸線    | 久留米市     | －           | -               |
| 県道33号甘木田主丸線     | 久留米市     |              |                 |
| 一般県道                 | 久留米市     | －           | -               |
| 県道585号殖木入地甘木線  | 久留米市     | －           | -               |
| 県道80号甘木朝倉田主丸線 | うきは市     | 鷹取         |                 |
| 県道585号殖木入地甘木線  | うきは市     |              |                 |
| 県道511号吉井恵蘇宿線    | うきは市     | 三牟田       |                 |
| 県道588号甘木吉井線      | うきは市     | －           |                 |
| 県道749号保木吉井線      | うきは市     |              |                 |
| 県道81号久留米浮羽線     | うきは市     | －           |                 |
| 県道52号八女香春線       | うきは市     |              |                 |
| 国道210号                | うきは市     | －           |                 |

## 歴史
- 1973年（昭和48年） 事業化
- 1977年（昭和52年） 用地買収に着手
- 1983年（昭和58年） 町道吉井福久線 - （主）久留米浮羽線 (L=940m) を暫定2車線で供用。
- 1987年（昭和62年） （一）保木吉井線 - 町道吉井福久線 (L=545m) を暫定2車線で供用。
- 1990年（平成2年） 町道中央・第一線 - （一）長栖高橋線 (L=560m) を暫定2車線で供用。
- 1994年（平成6年） （主）甘木朝倉田主丸線 - 町道中央・第一線 (L=1,270m) を暫定2車線で供用。
- 1995年（平成7年） （主）久留米浮羽線 - 町道千足・中鶴線 (L=474m) を暫定2車線で供用。
- 1997年（平成9年） （一）長栖高橋線 - 町道若宮・中島一線 (L=790m) を暫定2車線で供用。
- 2000年（平成12年） （主）八女香春線 - 現道210号 (L=1,600m) を完成2車線で供用。
- 2003年（平成15年）4月20日 浮羽郡吉井町新治 - 浮羽郡吉井町宮田（当時）の1.4kmが開通。
- 2008年（平成20年）3月17日 うきは市浮羽町朝田 - うきは市浮羽町東隈上の1.2kmが開通。
- 2010年（平成22年）2月27日 久留米市田主丸町常盤 - 久留米市田主丸町船越の1.2kmが開通。
- 2013年（平成25年）12月7日 久留米市田主丸町田主丸 - 久留米市田主丸町常盤の1.3kmが開通

## 周辺
- 道の駅うきは（終点付近）